# Districte de Sion

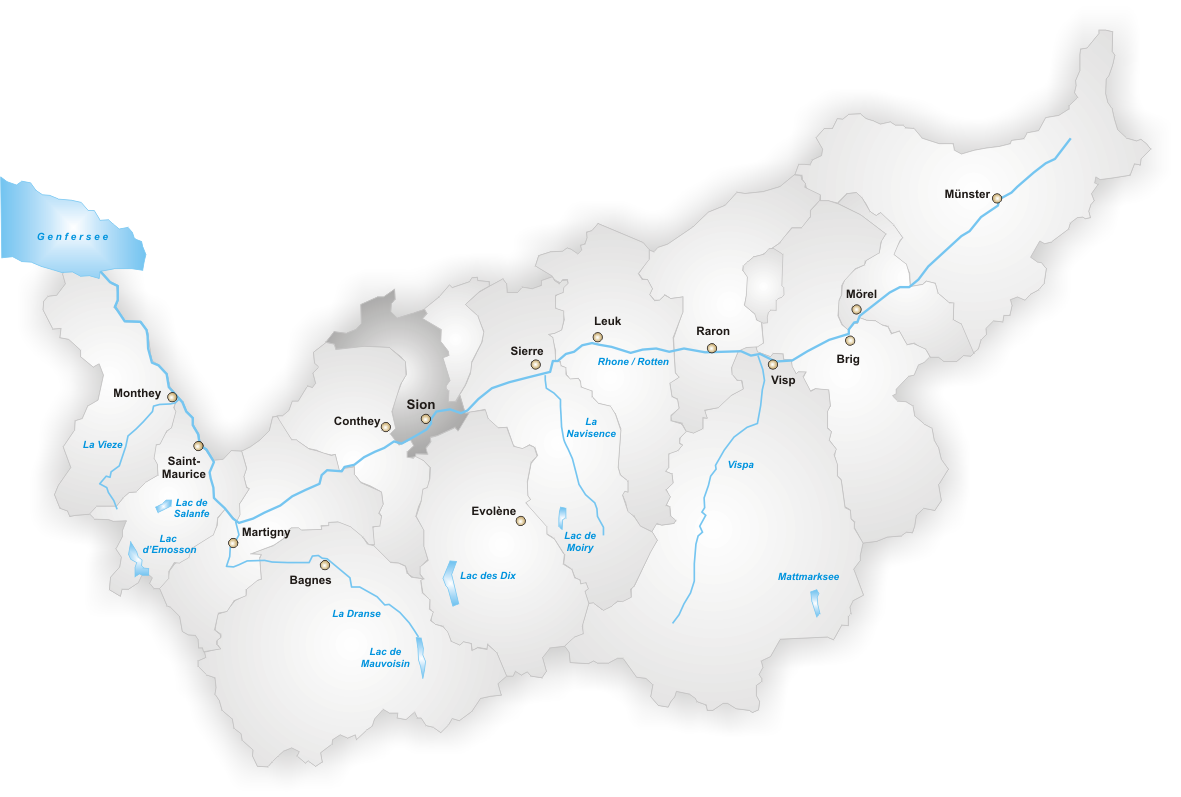
Districte de Sion

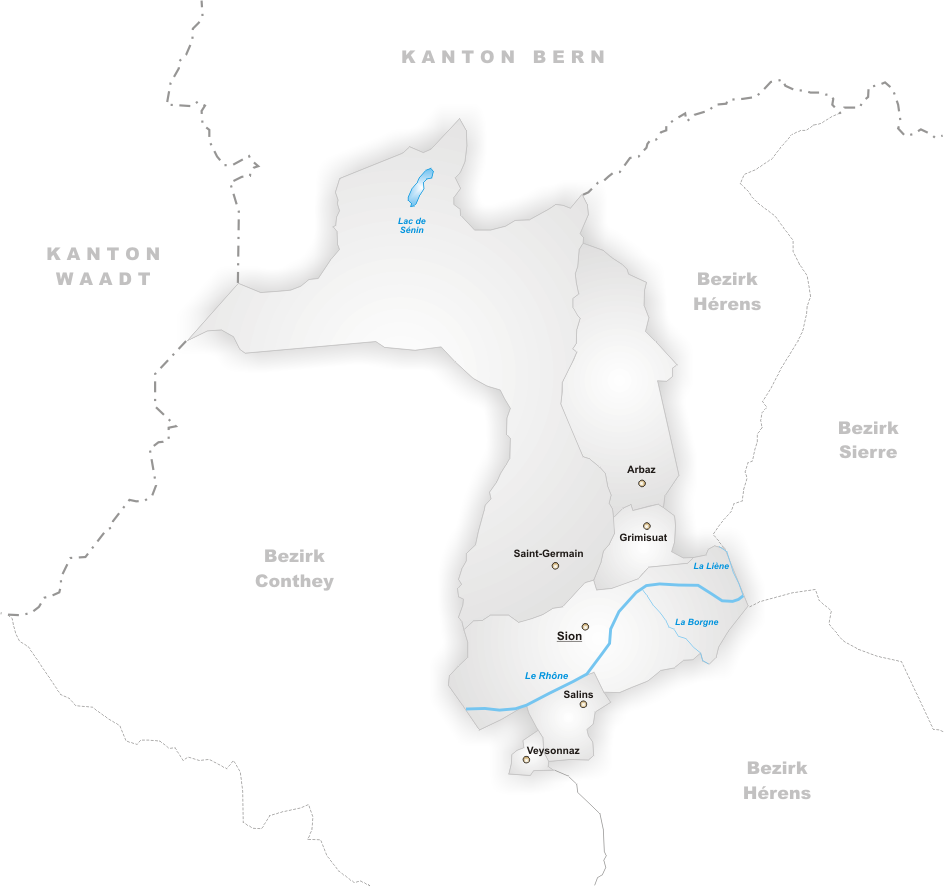
Municipis del districte de Sion

El districte de Sion és un dels 14 districtes del cantó suís de Valais. Està situat al centre d'aquest cantó, amb una superfície de 125,6 km², té 39651 habitants (cens de 2006) i el cap del districte és la capital del cantó Sion. Està situat a la zona francòfona del cantó.

## Municipis
- CH-1974 Arbaz
- CH-1971 Grimisuat
- CH-1991 Salins
- CH-1965 Savièse
- CH-1950 Sitten
- CH-1993 Veysonnaz